# Reginald Manningham-Buller
Reginald Edward Manningham-Buller, 1. wicehrabia Dilhorne (ur. 1 sierpnia 1905 w Amersham, zm. 7 września 1980) – brytyjski arystokrata i polityk, syn sir Mervyna Manninghama-Bullera, 3. baroneta, i Lili Cavendish, córki 3. barona Chesham.

## Życiorys
Wykształcenie odebrał w Eton College i w Magdalen College na Uniwersytecie Oksfordzkim. W 1927 r. rozpoczął pracę jako adwokat. W 1943 r. został wybrany w wyborach uzupełniających do Izby Gmin z okręgu Daventry. Po zniesieniu tego okręgu w 1950 r. wystartował w wyborach w okręgu South Northamptonshire, które wygrał. W Izbie Gmin zasiadał do 1962, kiedy to otrzymał tytuł barona Dilhorne i zasiadł w Izbie Lordów. W 1964 jego tytuł podniesiono do rangi wicehrabiego.
Związany był z Partią Konserwatywną. Na początku swojej kariery politycznej był parlamentarnym sekretarzem w ministerstwie robót. W 1947 został jednym z Doradców Króla (King’s Counsel, czyli prawnikiem doradzającym monarsze w sprawach prawnych). Po odzyskaniu władzy przez konserwatystów w 1951 r. Manningham-Buller otrzymał szlachectwo i stanowisko Radcy Generalnego. W 1954 r. został członkiem Tajnej Rady i otrzymał stanowisko prokuratora generalnego. W 1956 r., po śmierci swojego ojca, został 4. baronetem. W 1957 r. oskarżał Johna Bodkina Adamsa, podejrzanego o bycie seryjnym mordercą, który jednak został uniewinniony.
Na stanowisku prokuratora generalnego pozostawał do lipca 1962 r., kiedy to premier Harold Macmillan powierzył mu stanowisko lorda kanclerza (z tej okazji otrzymał tytuł barona Dilhorne). Pozostał na tym stanowisku w gabinecie Aleca Douglas Home’a i utracił je po wyborczej porażce konserwatystów w 1964 r. Otrzymał wtedy tytuł wicehrabiego Dilhorne i został zastępcą lidera konserwatystów w Izbie Lordów. W 1969 r., ze względu na swoje wykształcenie prawnicze, został jednym z Lordów Prawa (zwykle dziedziczni parowie nie otrzymywali tego tytułu). Lord Dilhorne zmarł w 1980 r.

### John Bodkin Adams
W 1957 roku, Manningham-Buller oskarżył dr Johna Bodkina Adamsa o zabójstwo dwóch starszych wdów w miastu Eastbourne – Edith Alice Morrell i Gertrude Hullett. Adams został uniewinniony, jednak Manningham-Buller postanowił skorzystać z kontrowersyjnego prawa nolle prosequi dotyczącego Hullett. Mimo tego, iż nie było powodów dla którego powyższe prawo mogło zostać użyte (Adams nie cierpiał z powodu żadnej choroby), jednak sprawa Hullett zdawała się mieć mocne dowody. Patrick Devlin – przewodniczący kompletowi sędziowskiemu, po rozprawie określił zachowanie Manningham-Bullera jako nadużycie zasad procesu. Skrytykował również postawę adwokata za jego słabość w najważniejszym momencie dla sprawy Morrella. Z akt prokuratora zaginął materiał dowodowy (pamiętniki pielęgniarki), które znalazły się drugiego dnia od rozpoczęcia procesu po stronie obrony. Manningham-Buller zarzekał się, że nigdy wcześniej ich nie widział, jednak nie udało mu się powstrzymać ich zgłoszenia jako część materiału dowodowego, jak również zapoznać z ich treścią. Sytuacja natychmiast została wykorzystana przez obronę, aby obalić zgodność zeznań kilkunastu pielęgniarek pracujących z oskarżonym, podważających jego metody i intencje. To wydarzenie nieodwracalnie zniszczyło linię oskarżenia, zaprzepaszczając szansę na wygranie procesu. Po procesie, kontrowersyjna postawa Manningham-Bullera odnośnie do sprawy była przyczyną pojawienia się wielu pytań, głównie w Izbie Gmin.
Detektyw ze Scotland Yard, pracujący nad tą sprawą – Herbert Hannam, podejrzewał układ polityczny, z powodu przynależności Manningham-Bullera do parlamentu, który nie czerpałby żadnych korzyści z powieszenia lekarza. Faktycznie, 8 listopada 1956 roku, Manningham-Buller do rąk własnych zaniósł przewodniczącemu Brytyjskiego Stowarzyszenia Medycznego 187 stronicową kopię raportu detektywa na temat śledztwa. Raport był najważniejszym dowodem w sprawie przemawiającym za winą oskarżonego, jednak znalazł się po stronie jego obrony. Manningham-Buller otrzymał upomnienie od Ministrów spraw wewnętrznych Wielkiej Brytanii, którzy jednogłośnie stwierdzili, że dokument tak wielkiej wagi nie powinien być pokazywany nawet „parlamentowi czy też jego członkom”. „Mogę jedynie mieć nadzieję, że ujawnienie tego dokumentu nie będzie miało poważniejszych konsekwencji, jako że pewnym jest, że przyniesie mojej osobie wstyd”- mówił później Manningham-Buller.
28 listopada 1956 roku, dwóch parlamentarzystów z Partii Pracy: Stephen Swingler and Hugh Delargy zawiadomili adwokata o dwóch pytaniach, na które 3 grudnia miały być udzielone odpowiedzi w Izbie Gmin. Pytania dotyczyły relacji Manningham-Bullera z Naczelną Radą Lekarską i Brytyjskim Stowarzyszeniem Medycznym w toku sprawy Adamsa. Manningham-Buller był nieobecny w dniu pytań, natomiast wysłał pisemną odpowiedź, w której stwierdził, iż nie kontaktował się z Naczelną Radą Lekarską przez ostatnie 6 miesięcy. Unikał nawiązań do Brytyjskiego Stowarzyszenia Medycznego, jednocześnie unikając kłamania i skutecznie zwodząc Izbę Gmin. Następnie adwokat wszczął śledztwo dotyczące ujawnienia jego kontaktu z Naczelną Radą Lekarską i poinformowaniu o tym fakcie Ministrów. Podejrzewano przeciek informacji ze Scotland Yard, w związku z czym Hannam został pouczony.
Charles Hewett – asystent Hannama podczas śledztwa, opisywał jak bardzo zdumieni byli funkcjonariusze w chwili, w której Buller zdecydował się na wszczęcie powództwa przeciwko lekarzowi, za zabójstwo pani Morrell, której ciało zostało skremowane. Asystent wierzył, że spraw przeciwko lekarzowi było więcej. W ekshumowanych szczątkach znaleziono ślady leków, które mogły stać się mocnym dowodem w sprawie. Charles Hewett uważał, że w tym przypadku oskarżenie lekarza o nieumyślne spowodowanie śmierci byłoby stosowniejsze. Kwestionował również decyzję o zaniechaniu kontynuowania sprawy po uniewinnieniu Adamsa i wierzył, że lekarzowi udało się uniknąć odpowiedzialności za swoje czyny. Lekarz sądowy Brytyjskiego Urzędu Ministerialnego – Francis Camps podejrzewał Adamsa o zabicie 163 pacjentów.

### Postawa tyrana
Pod koniec lat 50., Manningham-Buller otrzymał przezwisko – „Postawa tyrana”. Przydomek nadał mu angielski dziennikarz Bernard Levin w swoim skeczu dotyczącym ówczesnego rządu. Kiedy Manningham-Buller otrzymał prawo do zasiadania w Izbie wyższej brytyjskiego parlamentu i otrzymał przydomek Lord Dilhorne, dziennikarz podrasował tytuł, zmieniając go na „Lord Stillborn”. Lord Devlin – sędzia w sprawie Adamsa, opisał Manningham-Bullera tak: „On mogłby być bardzo nieuprzejmy, ale bez podnoszenia głosu. Ale jego sprzeczność była taka wszechobceną, jego trwałość – nieskończoną, przeszkody, które używał – wszechogarniające, a cele wydawały się bezznaczące, że prędzej czy później będzieś chciał dowiedzieć się, czy to wszystko miało sens, a wtedy będzieś skończony”.

Manningham-Buller stał się inspiracją dla postaci Kenneth Widmerpool w “ A Dance to the Music of Time” Anthony’ego Powella.

### Lady Chatterley’s Lover
W 1928 roku, książka D.H. Lawrence’a pt. Lady Chatterley’s Lover była zabroniona, jednak została ponownie opublikowana w 1960 roku przez Penguin Books. W związku z tym została podjęta decyzja o oskarżeniu wydawnictwa na mocy rozporządzenia w sprawie kwalifikowania audycji lub innych przekazów mogących mieć negatywny wpływ na prawidłowe fizyczny, psychiczny lub moralny rozwój osób. Dziennikarz Bernard Levin skrytykował decyzję, stwierdzając, iż prokuratorowi będzie trudno udowodnić fakt, że Lady Chatterley’s Lover nie przemawia w interesie publicznym, wręcz odwrotnie- deprawuje i korumpuje swoich czytelników. Kiedy Manningham-Buller zobaczył te słowa w The Spectator wysłał depeszę prawnikowi Jocelyn Simon, w której zasugerował poważnie zastanowić się nad publikacją w The Spectator. Następnie wysłał list, w którym stwierdził, że słowa Levina były wyraźną obrazą sądu i pytaniem było, czy powinni wszczynać postępowanie sądowe przeciwko właścicielom gazety, edytorowi i dziennikarzowi. Dla Bullera odpowiedź była twierdząca. Po zakończeniu rozprawy, Jocelyn Simon przekonał go do ponownego rozpatrzenia sprawy.

## Życie prywatne
18 grudnia 1930 poślubił lady Mary Lilian Lindsay (1910–2004), córkę Davida Lindsaya, 27. hrabiego Crawford, i Constance Pelly, córki sir Henry’ego Pelly, 3. baroneta. Reginald i Mary mieli razem syna i trzy córki:
- John Mervyn Manningham-Buller (ur. 1932), 2. wicehrabia Dilhorne
- Marion Cynthia Manningham-Buller (ur. 1934), żona Edmunda Brudenella, ma dzieci
- Elizabeth Lydia Manningham-Buller (ur. 1948), dyrektor generalny MI5
- Anne Constance Manningham-Buller (ur. 1951)